# (17787) 1998 FT39
1998 أف تي 39 (ويعرف أيضًا باسم (17787) 1998 أف تي 39 وفق تسمية الكوكب الصغير) (بالإنجليزية: 1998 FT39)‏ هو كويكب ضمن حزام الكويكبات؛ وترتيبه 17787 من حيث الاكتشاف.
اكتُشف هذا الجُرم الفلكي بواسطة بحث لنكولن عن الكويكبات القريبة من الأرض في 20 مارس 1998.

## وصلات خارجية
- (17787) 1998 FT39 في قاعدة بيانات مختبر الدفع النفاث لأجرام النظام الشمسي الصغيرة

- الاكتشاف · مخطط المدار ·  العناصر المدارية · المعلمات المادية

- (17787) 1998 FT39 على موقع ويكي سكاي: DSS2, SDSS, GALEX, IRAS, Hydrogen α, X-Ray, Astrophoto, Sky Map, Articles and images